# ماري بارا
ماري تريزا بارا (مواليد 24 ديسمبر 1961) هي المدير التنفيذي لشركة جنرال موتورز، منذ 15 يناير 2014. تعد ماري أول امرأة تتقلد منصب المدير التنفيذي لكبرى شركات صناعة السيارات العالمية. في 10 ديسمبر عام 2013، أعلنت شركة جنرال موتورز عن رئيسها التنفيذي الجديد، ماري بار خلفًا لدان أكيرسون. يشار إلى تقلد بارا عدة مناصب قبل هذا المنصب من بينها نائب الرئيس التنفيذي لقسم تطوير المنتجات العالمية، وسلسلة التوريدات والشراء بالشركة ذاتها. في أبريل 2014، تم وضع صورة بارا على غلاف مجلة التايم، كإحدى أكثر مائة شخصية مؤثرة في العالم.

## التعليم والحياة الوظيفية
وُلدت ماري لأب يعمل فني قوالب بشركة بونتياك لمدة 39 عامًا. درست بارا الهندسة الكهربائية في معهد جنرال موتورز (حاليًا أصبح جامعة كيترينغ)، ثم تخرجت وهي تحمل درجة البكالوريوس في العلوم. وعلى إثر حصولها على منحة من شركة جنرال موتورز بكلية إدارة الأعمال للدراسات العليا بجامعة ستانفورد، حصلت بارا على ماجستير إدارة الأعمال عام 1990.
استهلت بارا عملها بشركة جنرال موتورز في عامها ال 18، كطالب مساعد عام 1980. وعبر الوقت، تدرجت بارا في الوظائف الهندسية والإدارية، بما في ذلك إدارة مصنع التجميع الواقع بمدينة ديترويت في ولاية ميشيغان الأمريكية.
و في فبراير 2008، أصبحت بارا نائب رئيس لقسم هندسة التصنيع العالمية. وفي يوليو 2009، ترقت في منصبها لتصبح نائب رئيس قسم الموارد البشرية العالمية، لتشغل هذا المنصب حتى فبراير 2011. بعدها، تحسن منصبها لتصبح بارا المدير التنفيذي لقسم تطوير المنتجات العالمية. شملت مسئوليات المنصب الأخير ارتباطًا بالتصميم؛ ولهذا عملت بارا على تخفيض عدد منصات السيارات في جنرال موتورز. وفي أغسطس 2013، شملت مهامها كنائب الرئيس لتشمل سلسلة المشتريات والتوريدات بالشركة. وفي 10 ديسمبر من العام 2013، أعلنت مجموعة «جنرال موتورز»، أكبر منتج سيارات في الولايات المتحدة اختيار ماري بارا رئيسة تنفيذية لها لتصبح أول سيدة تتولى رئاسة شركة سيارات كبرى. وقالت بارا في بيان "مع هذه المجموعة الرائعة من السيارات والشاحنات والأداء المالي الأقوى في تاريخنا المعاصر فهذا وقت جيد بالنسبة لجنرال موتورز اليوم.. يشرفني قيادة أفضل فريق في القطاع ويشرفني الحفاظ على قوة الدفع عند أقصى سرعة". يذكر أن بارا أمضت 33 عاما في العمل بجنرال موتورز في مناصب صناعية وهندسية وإدارية مختلفة حيث بدأت كدارسة متدربة عام 1980. ثم أصبحت نائب رئيس لتطوير المنتجات العالمية في جنرال موتورز منذ 2011 وتولت عام 2013 مسئولية مشتريات وتوريدات جنرال موتورز على مستوى العالم.

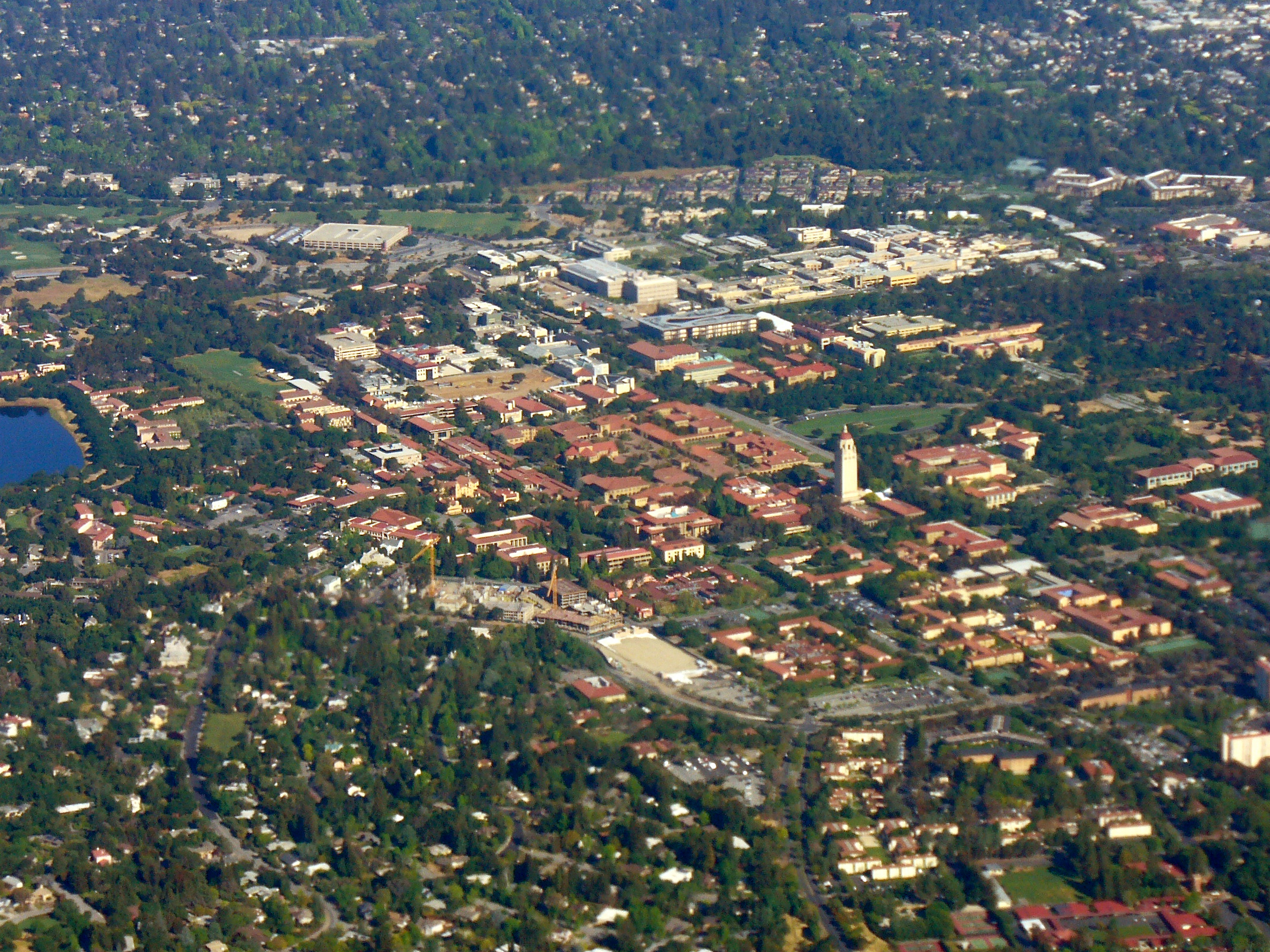
صورة جوية لجامعة ستانفورد حيث حصلت بارا على درجتي الماجستير والدكتوراة

أطلقت جنرال موتورز تحت قيادة بارا عدة أنواع جديدة من الشاحنات إضافة إلى سيارة شيفروليه امبالا التي أطرت عليها مجلة (كونسيومر ريبورت) ذات النفوذ الواسع. وقالت بارا في تصريح أصدرته عقب تعيينها في منصبها الجديد "هذا وقت مثير بالنسبة لجنرال موتورز، خصوصًا وأن لدًينا تنوعا مدهشاً من السيارات والشاحنات وحققنا اقوى أداء مالي في تاريخنا القريب." ومن المعروف عن بارا ميلها إلى خفض المصاريف وترشيق البيروقراطية.
في عام 2014، جاءت بارا ضمن أكثر السيدات نفوذًا بحسب مجلة فوربس للمرة الثالثة. ويُشَار إلى أنها احتلت المرتبة السابعة بعدما احتلت رقم 35 في عام 2013 بحسب المجلة نفسها.
وفي 3 مايو 2014، ألقت بارا خطبة بدء الربيع باستاد جامعة ميشيغان الواقع في حرم آن أربور الواقع بالجامعة ذاتها. ويشار إلى حصولها على شهادة فخرية من الجامعة.

### ولع بالسيارات
وقعت بارا في غرام السيارات السريعة عندما كانت في العاشرة من عمرها فقط. أول سيارة لفتت نظرها ما زالت تتذكرها بارا جيداً وهي اليوم تخطت الخمسين من عمرها: «كانت شيفروليه حمراء كمارو Convertible موديل أواخر الستينيات، وكان يقودها قريبي، وكانت جميلة، جميلة جداً». عندما حان الوقت لشراء سيارتها الخاصة، اختارت بارا سيارة شفروليه Chevette بعد أن تخلت عن سيارة حلمها بونتياك فايربيرد التي كانت مشهورة جداً في آواخر العام 1970. عشق السيارات امتد أيضا لأولادها بعد سنوات، فابنتها اليوم تنتظر وتجمع الأموال لسيارة Chevy Equinox SUV، كما اكتشفت عند ابنها الصغير موهبة رسم وتصميم السيارات منذ الثالثة من عمره.

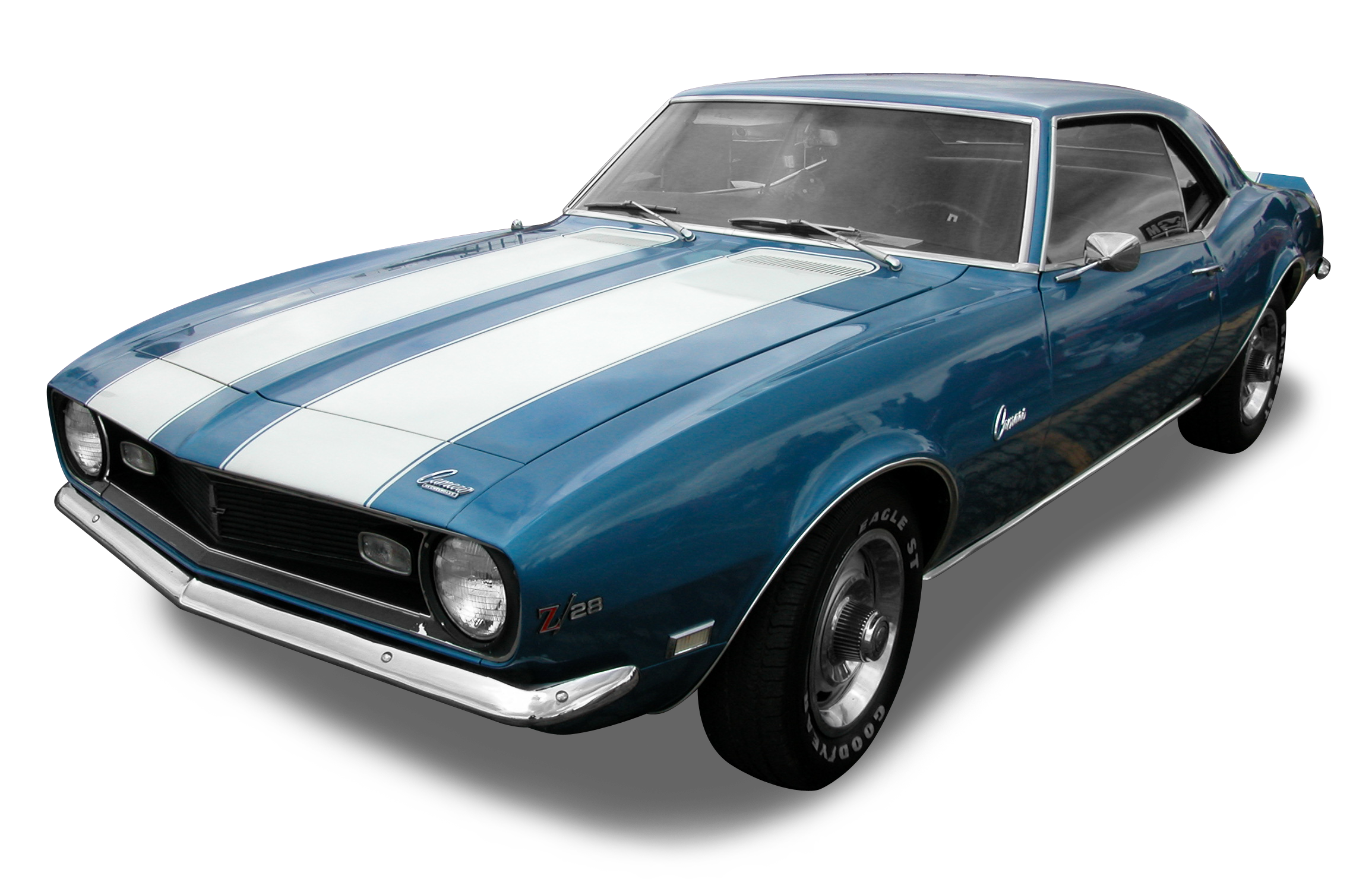
صورة لسيارة شيفروليه كمارو، موديل 1968

## صفات القيادة
ُ
يُعرف عن ماري أسلوبها في الإدارة، والتدريب العملي والتركيز على العمل الجماعي والقدرة على التعبير من بصماتها المميزة في العمل. فهي معروفة بالمرأة الحاسمة وبقدرتها على حلّ الأزمات كتوليها المفاوضات التي جرت لتهدئة وتلطيف العلاقات بين جنرال موتورز ونقابة عمال السيارات في العام 1998. تقول ماري: «الرجال والنساء في جنرال موتورز يعملون بجد، وأعتقد حقاً بأن لدينا أفضل فريق، إنه شرف لي أن أقود هذا الفريق». بهذه الكلمات وصفت بارا شعورها بمنصبها الجديد بعد تسلمها مقاليد القيادة ومنصب الرئيس التنفيذي لشركة جنرال موتورز من دان أكيرسون الذي عيّن مديراً عاماً للشركة منذ أيلول 2010 ورئيساً لمجلس إدارتها منذ الأول من كانون الثاني العام 2011، وتخلى عن منصبه بسبب مرض زوجته، وكان الراعي الأساسي لبارا منذ وصوله إلى الشركة.

## تحديات

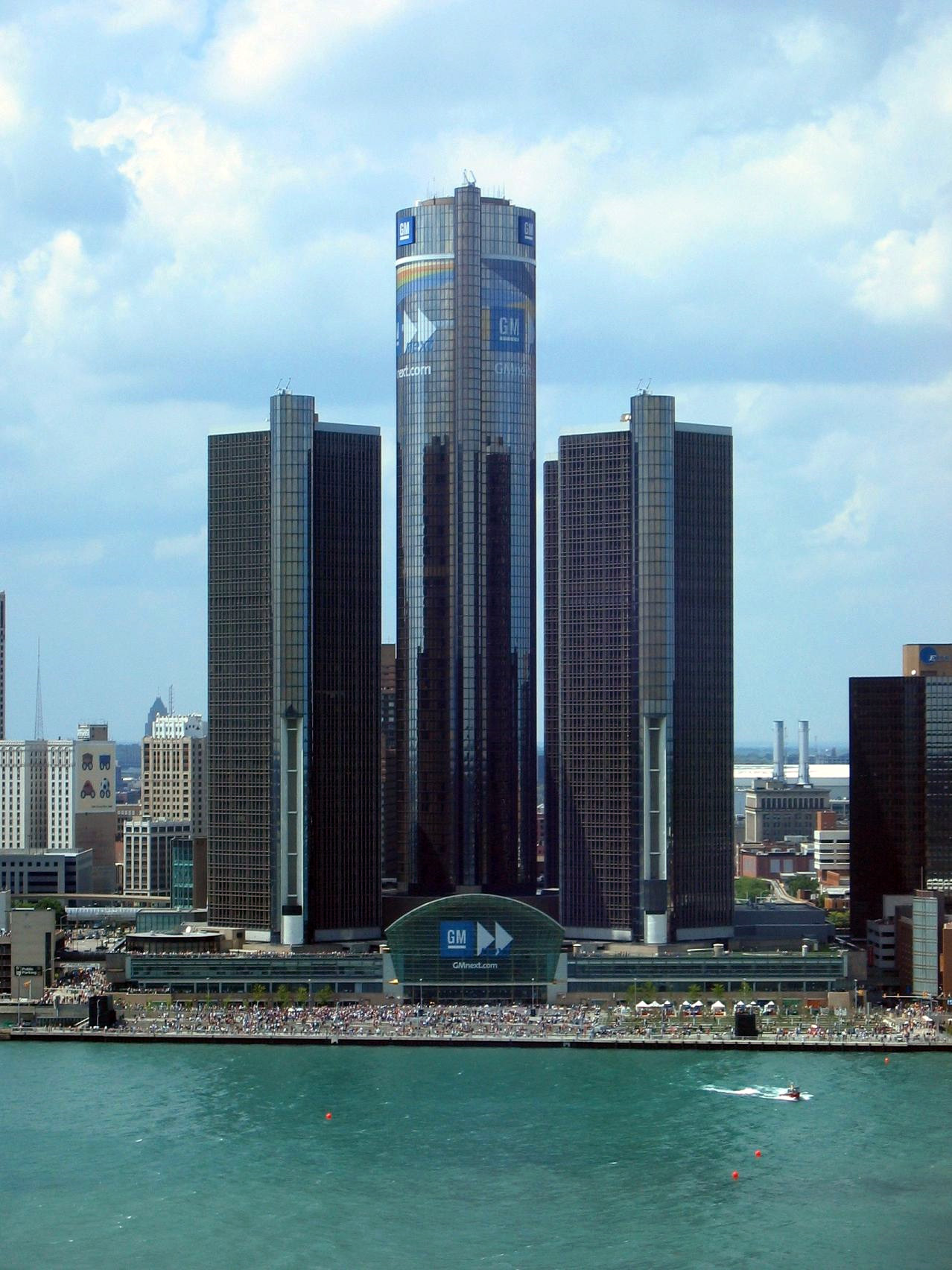
المقر الرئيس لشركة جنرال موتورز الواقع بمدينة ديترويت

ومع توليها مهمتها الجديدة، سيكون مطلوباً من بارا معالجة بعض الأعمال التي لم يتم إنجازها، كتصحيح وضع علامات "جنرال موتورز" التجارية العالمية وإحياء الربح في العمليات الأوروبية للشركة وزيادة هامش الربح الذي يتخلف عن هامش الربح لدى المنافسين الرئيسيين. تدرك بارا عمق التحدي الذي ينتظرها في "جنرال موتورز" ومواقفها الأخيرة تثبت خطط المرأة الواضحة وإستراتيجيتها: "في المستقبل وبعد 10 سنوات، سنصل إلى سيارات أكثر كفاءة في إستهلاك الوقود، لذا هدفي هو أن نتأكد من أننا نقوم بذلك على أساس احتياجات ورغبات العملاء". وتضيف بارا: "نحن في طريقنا لجعل التصاميم مبتكرة ووضع التكنولوجيا المناسبة في السيارة. بقدر ما هو بسيط التكلم واختيار الجودة والميزة مع الأداء الصحيح، بقدر ما هو صعب التنفيذ". ويمكن القول إن التحدي الرئيسي الذي يواجه بارا مهندسة الكهرباء التي تبلغ من العمر 52 عاماً، وتحمل درجة الماجستير في إدارة الأعمال من جامعة ستانفورد؛ هو كيفية مواصلة تحطيم الجدران داخل شركة صناعة السيارات الأميريكية وإعادة تشكيل "جنرال موتورز" لكي تصبح مؤسسة أكثر تعاوناً وارتكازاً على العملاء. وتهدف "جنرال موتورز" تحت إدارة بارا إلى تحويل مزيد من السيارات إلى مجموعة من المنصات الأساسية التي من شأنها أن توفر قدراً أكبر من المرونة والقابلية للتبادل، وبالتالي تقليل التكاليف الهندسية والإنتاجية. ولكن يبدو أن هذا التحول يحتاج إلى عدة سنوات لكي يتم إنجازه. وستحتاج بارا إلى الثقة والدعم لمواصلة مهاجمة عدم الكفاءة والبيروقراطية المتضخمة والقضايا الثقافية التي خنقت "جنرال موتورز" تقريباً. فيما أشارت المحللة ماريان كيلر، التي تتابع جنرال موتورز منذ فترة طويلة، إلى أن اختيار بارا في منصب الرئيس التنفيذي لجنرال موتورز قد يكون "أهم قرار اتخذه دان أكيرسون. ولكنك لن تعرف في الواقع حتى تحصل بارا على الوظيفة بالفعل وتقوم بتعيين الأشخاص الذين تريدهم أن يكونوا حولها لمساعدتها على الانتهاء من العمل الذي انتهى بشكل جزئي فقط”.

### راتب أكبر
أعلنت شركة «جنرال موتورز» الأميركية لصناعة السيارات في فبراير 2014، أن إجمالي ما ستحصل عليه الرئيسة التنفيذية للشركة، ماري بارا، من رواتب ومكافآت وحوافز سيصل إلى نحو 14.4 مليون دولار أمريكي هذا العام بزيادة 10 ملايين دولار أمريكي على المبلغ الذي ذكرته الشركة في وقت سابق.
ويتوقف راتب ماري بارا الأساسي عند 1.6 مليون دولار أمريكي وتصل حوافزها على الأجل القصير إلى 2.8 مليون دولار، بينما على الأجل الطويل تتجاوز 10 ملايين دولار، وإن كانت تعتمد على موافقة المساهمين وعلى أداء الشركة.

### مبيعات قوية
سجلت جنرال موتورز مبيعات قوية من العام 2014. وذكرت الشركة هذا في الأسبوع الأول من يونيو 2014، إن مبيعاتها في الولايات المتحدة في مايو قفزت بنسبة 13% مقارنة مع الشهر نفسه من العام الماضي مسجلة أفضل مبيعات إجمالية منذ أغسطس 2008.

### سيارة بلا مقود

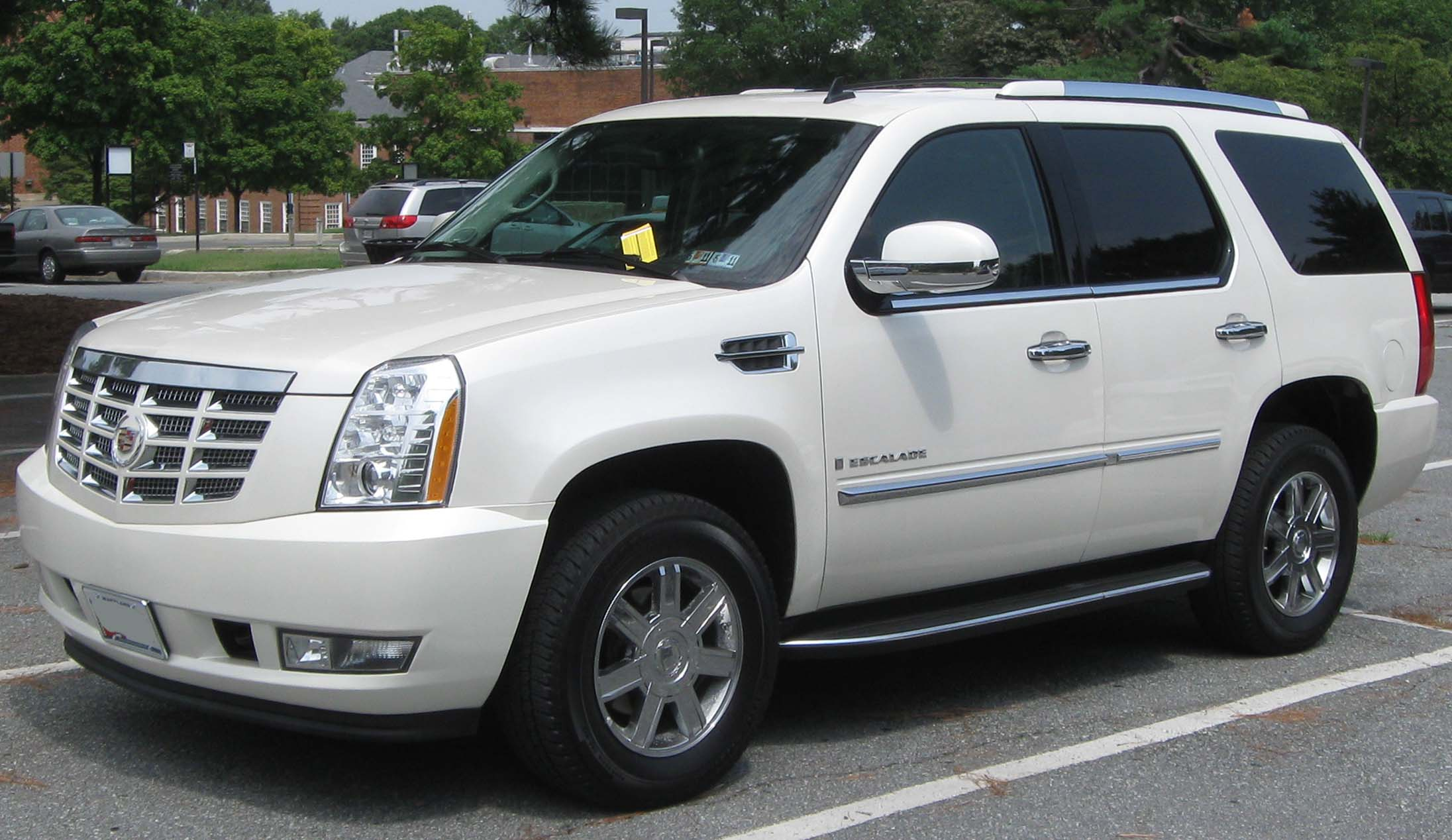
أحد ماركات كاديلاك التابعة للشركة الأم جنرال موتورز

في 8 سبتمبر 2014، تعهد مصنع السيارات الأميركي «جنرال موتورز» (جي ام) تزويد بعض سياراته بنظام متطور لمساعدة السائق الذي سيتمكن بفضله من الاستغناء عن المقود في بعض الحالات. ومن المُرتقب اعتماد هذا النظام المعروف بـ«سوبر كروز» في بعض نماذج العام 2017 من سيارات «كاديلاك»، وفق ما كشفت المديرة العامة للمجموعة ماري بارا في كلمة ألقتها خلال افتتاح المؤتمر العالمي لأنظمة النقل الذكية المنظم في ديترويت. ويسمح هذا النظام الذي يمكن اعتماده في زحمات السير أو خلال الرحلات الطويلة للسيارة بالتقدم تلقائياً وتشغيل المكابح والتحكم بالسرعة على الطرقات السريعة في بعض الظروف. وستُزود بعض السيارات أيضا بتكنولوجيا لتتواصل فيما بينها، تسمح لها بإرسال المعلومات الأمنية الأساسية وتلقيها، مثل تحديد الموقع والسرعة والاتجاه. والهدف من ذلك تخفيض خطر الاصطدام والتخفيف من الزحام. ويقوم نظام التواصل هذا بإنذار السائق بخطر محدق به وهو يُكمل الأجهزة الأمنية الأخرى. وقالت ماري بارا «لا نفعل ذلك لمجرد استخدام تقنيات جديدة. فنحن نقوم بذلك لأن المستهلكين من أنحاء العالم أجمع يطالبون باعتمادها. ونحن نجعل القيادة أكثر أمنا».

## الحياة الشخصية
ينحدر والدا بارا من أصول فنلندية، وبارا متزوجة من المستشار طوني بارا، التي قابلته بجامعة كيترينغ أثناء دراستها. أنجبت بارا طفلين، تعيش عائلة بارا في بلدة نوثفيل، أحد ضواحي مدينة ديترويت. تقول بارا أن سياراتها المفضلة شيفروليه كمارو، وبونتياك فايربيرد.

## إنجازات
في عام 2014، صنفت مجلة فورتشن الأمريكية المهندسة الأمريكية ماري بارا البالغة من العمر 52 عامًا، والرئيسة الحالية لكبرى شركات السيارات الأمريكية جنرال موتورز بأنها المرأة الأقوى في عالم الاقتصاد. وقد تفوقت ماري على زميلتها ومنافستها جينى روميتى رئيسة عملاق المعلومات الأمريكي أي بي إم ومديرة مجموعة المشروبات الغازية بيبسي الأمريكية من أصل هندي إندرا نويي.

## روابط خارجية
- ماري بارا على موقع مونزينجر (الألمانية)